# Sobór Świętego Ducha w Romnach
Sobór Świętego Ducha – prawosławny sobór katedralny w Romnach. Obiekt zabytkowy.
Świątynię wzniesiono w latach 1742–1746 w stylu baroku ukraińskiego. W 2013 została katedrą nowo powstałej eparchii romeńskiej Ukraińskiego Kościoła Prawosławnego Patriarchatu Moskiewskiego.
Po przeprowadzeniu gruntownej renowacji, sobór został poświęcony 12 grudnia 2015 przez metropolitę kijowskiego Onufrego, w asyście biskupów: romeńskiego i buryńskiego Józefa oraz irpeńskiego Klemensa.